# 赫碩咨
赫碩咨（穆麟德轉寫：hešose），滿洲，清朝政治人物、清朝工部尚書。
曾任戶部右侍郎。康熙四十六年正月庚午，接替希福納，擔任清朝工部尚書，后改禮部尚書。由滿篤接任。